# 三退

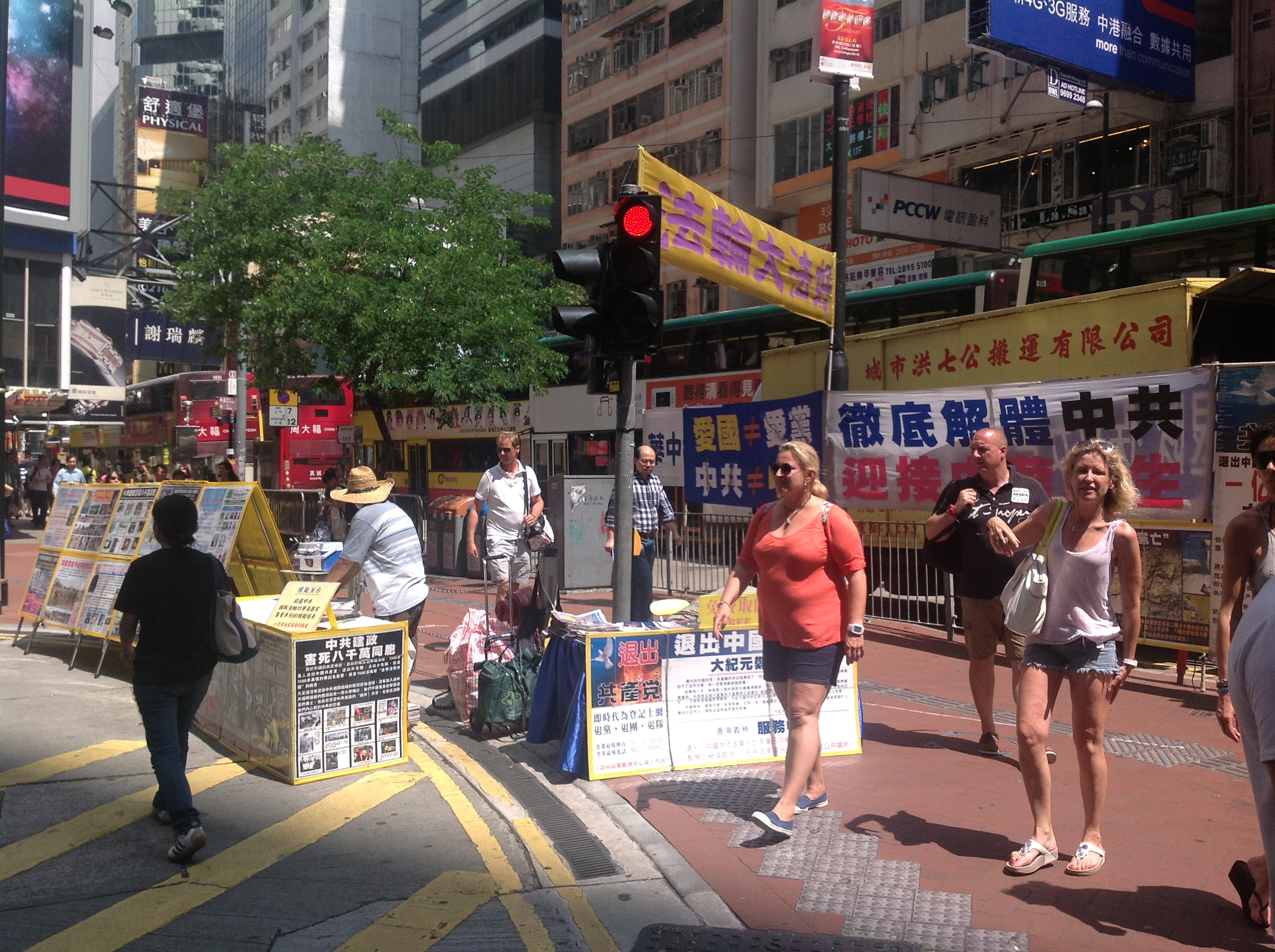
港铁铜锣湾站外的“退党服务中心”

三退指退出中國共產黨、退中国共产主义青年团、退中国少年先锋队，即上述组织的成员或前成员通过以正式名字或化名在大纪元三退网站聲明退出组织。亦稱“退党退团退队”、“中國退黨運動”。

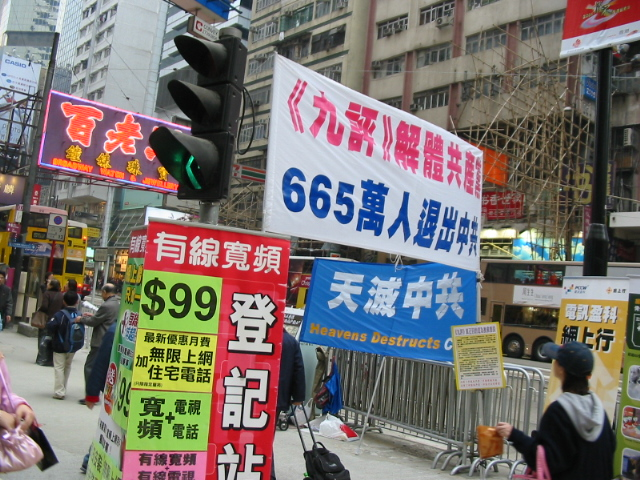
香港街頭的「九評退黨」橫額

该运动發动于2004年底，常见的口号是“退党退团退队，三退保平安。”
该運动号称有四亿人退出三個组织。
2004年，中共有黨员6960.3万名，2023年有9918.5万名。2004年，中国共青团有团员7188万名，2023年有7416.7万名。

## 定義及用意
自由之家報告指出，《九評共產黨》一書的出版者 「鼓勵公民發表退出共黨聲明，象徵性地斷絕他們與共產黨、共青團、或少先隊的關係， 以便淨化良心。」烏克蘭Unian通訊社引述全球退黨中心發言人李祥春博士說明「全球大型的『退黨』去共活動，是中國人和平聲援制止中共的行動；並不是參與政治，也不是為了奪取權力。事實上，『退黨』活動並不訴求要建構何種政治制度，只是從道德的基點，剖析共產黨的問題。」 
捷克通訊社在報道《一亿一千八佰多万中国人退出中国共产党及其青年组织》中称据报道绝大多数人是以匿名声明退出，每一声明人配有登记号码。事實上，在中國正式透過「黨組織審批手續」以脫離退出共产党組織是不大可能，退出者可能因此失去工作，而且想脱离中共者，可能会受到親友、上级的壓力，为了避免這些矛盾，因此採取匿名声明方式退出。並引述全球退黨中心副主席易蓉称，退黨運動「可以被視為是中国人民在历史上最大的精神复兴」、「不仅在普通公民中得到支持，在中共各组织机构、甚至中共最高层都有很多擁護者。
《开放杂志》曾报导法轮功团体呼吁中国民众「退党自救，迎接沒有共产党的新纪元」。政論家陈破空在《倾斜的天安门 关于中国的100个常识》一书中認為，劝人聲明退党，就是“劝人不搞政治”。他称劝「三退」的对象，除了现役共产党员、共青团员、少先队员，还包括组织上已不是这三类的中国人。因多数中国人自小入少先队、年轻时入共青团，但随超龄从中共组织程序上自动的已不再是少先队员和共青团员。
一位西方学者发表评论表示，2004年秋《九评共产党》一书在美国法轮功学员经营的大纪元时报上发表，成为"退党"（Tuidang）活动的催化剂，已有数千万中国公民公开谴责共产党。"退党"活动采用中国语言，接近儒家而非人文主义，呼唤恢复传统美德，抛弃与中国真正价值观、人性和普遍规律背道而驰的共产主义"外国"意识形态。
2004年12月，大紀元三退網站開始接受「退出黨、團、隊」的服務。2005年1月，發表〈大紀元鄭重聲明〉呼籲中國人退出中國共產黨相關組織以自保。

## 各方回应
2006年中國國民黨副主席郝龍斌表示，「九百萬人退出中國共產黨，更顯示中共需要深切反省。一個政權用不當的方式來壓迫人的思想、言論宗教自由，包括它自己內部的成員都不認同，這是造成退黨大潮最重要的原因。」
俄羅斯總統普京的前首席經濟顧問、俄羅斯經濟分析研究院所長、國會議員安德烈·伊拉里奧諾夫，2012年元旦在莫斯科迴聲電臺節目公布由該院評選的2011年全球十大事件，三退与歐洲危機、阿拉伯之春被列為世界最重要三大事件。
2012年，Charles Lee於美國國會及行政部門中國問題委員會（CECC）聽證會提交全球退党服务中心關於九評及退黨的報告，被收录進國會档案並藉由美国国家印刷总局刊物发行。

## 學者和民主人士回應
- 2005年4月，中国大陆20多个省市的知名民主人士、维权人士：上海（李国涛）、重庆（许万平）、安徽（沈良庆）、内蒙（丁贵雄）、新疆（冯建新）、湖北（刘飞跃）、甘肃（王凤山）、宁夏（陈晓昶）、广西（东海一枭、黎小龙、薛振标）、贵州（曾宁）、四川（张明[需要消歧义]、黄晓敏）、吉林（冷万宝）、辽宁（王文江）、黑龙江（全力）、陕西（林牧、郑保和）、广东（黄志伟[需要消歧义]）、江西（徐高金）、河北（郭起真）、山东（车宏年）、江苏（杨天水）、北京（赵昕[需要消歧义]、胡佳）、河南（王冰）、浙江（陈树庆）等接受大纪元採访，发表退党（团队）声明，代表当地所有民主人士声援纽约退党大游行。[17]
- 如民主中国阵线主席费良勇，北京大学新闻系副教授焦国标，作家盛雪，中国民主党海外流亡总部招集人徐文立，中国和平民运组织主席唐柏桥，中国自由民主党主席倪育贤，电子游说中国代表麦奎尔，澳洲国会上议院议员暨布里斯本民主党领袖安诸巴特雷特（Senator Andrew Bartlett），澳洲布里斯本绿党发言人、人权环境保护事业活动家朱哈顿（Drew Hutton），台湾大学政治系系主任明居正，中国民主党新西兰分部主席潘晴，作家胡平，大纪元专栏作家章天亮，中国社会民主党刘因全，六四天安门广场学生纠察队总指挥张健，等曾发表精彩演说声援三退。[17]
- 徐文立认为退党活动是伟大正义的，可把共产党退得千疮百孔、溃不成军，以致一朝覆灭；中国要走向一个宪政、共和的民主国家，最大障碍是中囯共产党；退党一种和平、理性、非暴力的，发自於中共内部士的觉醒和觉悟，意义深远。[18]
- 胡平表示任何想结束共产党专制的人，最好的办法就是站出来和这个党划清界限。[18]
- 六四學運領袖熊炎公開号召當年天安门上的朋友们，共同推动退党运动，並以基督教牧师身分鼓励基督徒退出共產党。[19]

- 前中國國家經濟體制改革研究所所長陈一谘认为退党活動是良知與正義道德感的表现，離開「邪惡黑幫組織」，符合人心符合潮流，共产主义制度不结束，人类的苦难就不可能结束。越早一天离开这样一个邪恶的黑帮组织，对中华民族的长远发展越有利。[18]
- 王军涛指出退党大潮标志中共严重危机。现在的退党者都是比较正直的人，追求道义境界，觉得这个党在他们的道德标准面前是一种罪恶、一种腐烂的东西，离开党是一个好事情，使得人们更加正视这个中共的性质和现状；退党大潮使人正视中共的邪恶质和丑陋的现状；真正思考中华民族前途的人，追求中华民族未来美好希望的人，要为中华民族而退党。诗人黄翔发表了题为《高举红玫瑰！以诗支援中国的退党大潮和天鹅绒革命》。[18]
- 凌锋表示以和平形式不与中共合作的退党运动是有功效和积极意义的。他谈到曾任中国作协党委书记的孟伟哉退党，在韩国任教练的中国游泳选手退党，认为这次退党可贵处是明知道会挨整，但人们有勇气敢于公开宣布退党。[20]
- 香港民主人士李怡對退黨運動的可信度表示懷疑。李怡把三退人數等同了退黨人數，他認為，十年後離開黨的人數將超過共產黨員。[21]

外交政策記者Daniel W. Drezner2005年報導大紀元的Stephen Gregory說前黨員和前團員也能聲明“退黨团队”,死亡黨員也可以退出，也接受化名。
學者David Ownby2008年曾質疑退黨運動的可信度，很難相信一家法輪功媒體能對中國產生這麼大的影響。

## 中國共產黨回應
2005年7月共產黨首度公開回應此議題，中國共產黨中組部官員第一次出席國務院記者會，副部長、保持共产党员先进性教育活动领导小组副組長李景田稱「退黨大潮是謠言」。

中共官方資料顯示中國共產黨党员人数在2004年底有6,960.3万名，2021年6月增長為9,514.8万名。

自由亞洲電台報導在美国首都国家记者俱乐部举行的『九评共产党』研讨会，报导中引述了美国、加拿大和瑞典国会议员发言支持民众退出中国共产党。而中国共产党则回应表示大规模退党是无稽之谈。”

## 外界解讀
在美國國會參眾兩院2011年的議案中，三退數據分別為（2011年7月）9千萬人、（2011年9月）1億人。美國國會參議院2011年7月13日232號議案《要求中共停止對法輪功長達12年的鎮壓運動，並支持中國公民聲明拋棄與中國共產黨相關組織的關係》。議文提到「鑒於美國大紀元時報2004年11月發表《九評共產黨》促成退黨運動發生，鑒於退黨運動自2004年起已鼓勵9千萬人公開拋棄與中國共產黨及其相關組織的關係……」、「參議院表達支持退黨運動的志工、參與者們以和平的努力，去恢復中華歷史文化、追求一個公正公開的(中國)政府、追求一個自由的民族及基於實踐美德的社會。」
中共保先運動、重新宣誓、反分裂法
自由亞洲電台報導，中國共產黨2005年1月推出的保先運動，要求黨、團、隊員重新宣誓，大紀元方面認為係因應九評引發的2004年12月開始的退黨潮而來。
有台灣學者認為，2005年3月中共全國人大通過《反分裂國家法》，用意在轉移內部退黨政治危機，激起民族主義以維繫政權。

網路封鎖關鍵字、媒體審查等
BBC報導，由哈佛大學法學院、劍橋大學和多倫多大學共同組成的開放網絡促進會（OpenNet Initiative）2005年9月發表中國網絡封鎖的研究報告，只要網站出現“九評”二字，90%遭到中华人民共和国政府封鎖；報告也比較被封鎖概率--若網頁包含反共政治主張是60%，包含六四的是48%，色情網站是10%。退黨運動興起10多年來，中國政府官方未做出過官方回應，因為這將意味中共承認退黨運動構成威脅，不過，中共還動用其它國家機器：如增加國內維安預算，向法院、警察局和執法系統劃撥更多開支項目；增加中共黨員人數；開展毛澤東時期的宣傳模式例如「唱紅歌」。而且，當局進行互聯網、媒體審查：「退黨」和「九評」的詞彙，在中國的網路上被嚴格審查和過濾掉。中共媒體有關退黨的報導也會被立即刪除，例如英國BBC報導的《錦州晚報》事件，2009年十一前夕的報紙首頁一角照片中，出現鼓勵三退的文字「天滅中共、三退平安」，報社立即被關閉，所有已經印刷出版的報紙全部被回收和取消發行。
對呼籲退黨者判刑
自由之家2017年的報告指出，中國共產黨很重視退黨運動。2011年對退黨運動的一項研究發現，參與「退黨」者的目的，不是要推翻共產黨；「退黨」是基於一個信念，即共產黨已末日來臨，為了確保中國和平過渡到一個不那麼專制的政府，中國民眾必須經歷一個道德覺醒過程，並且堅持非暴力。追蹤退黨運動的網站，2016年11月聲稱中國境內和境外有超過2.5億人宣佈退黨、團、隊的聲明，儘管這個數據無法被核實，但是從2016年初起，中共的法院檔案，確認了多例法輪功學員因為有呼籲退黨的材料而被捕及判刑的案例，這表明共產黨很重視退黨運動。基督科學箴言報2009年報導，中國共產黨不喜歡九評退黨現像是可預見的，以至對相關詞彙的封鎖是中國互聯網上最為嚴厲的，並且至少71人員因持有或傳播九評退黨的資料而被監禁。

## 相關事件

### 美國對共產黨員入境限制，退黨搜索飆升
2020年7月，《華爾街日報》、《紐約時報》、《路透社》報導，美國總統川普考慮全面禁止中國共產黨員及其家屬入境，也考慮驅逐黨員出境；BBC報導，不少觀察人士注意到，在谷歌的中文搜索中，「退黨」一詞搜索度飆升，認為這可能反映民間的心態，其中搜尋「如何退黨」大增150%、「退黨流程」飆升120%。
2020年10月2日，美國國籍暨移民局近期公布政策指引，「除非豁免個案，任何有意移民者，具共產黨或其他極權政黨黨員，旗下分支、相關機構成員等身分，無論在美國境內或國外，都是會被拒絕的。」移民律師鄭存柱告訴德國媒體，這不是新規定，他建議盡快退黨、匿名退黨也可以，可聯繫海外友人協助辦退，取得退黨相關證據再遞入境申請。；不少留美的中國學生紛紛透過退黨機構或登報等方式退黨。

## 部分公開真名三退人物
- 高智晟及妻子耿和。高是基督徒，曾在中國司法部及央視活動中獲「十佳榮譽律師」[存在爭議]、諾貝爾和平獎被提名人，2005年12月13日在大紀元時報發表公開退黨聲明，美國之音引述該聲明「作为一名已多年不交党费、不过『组织生活』的党员，从即日起宣布退出中国共产党」。高把12月13号宣布三退日称为他「人生中最自豪的一天。」[41]他另發表《退黨近神，肩住中國懸往非和平轉型深淵的車輪》一文指出「我们不仅要使转型之后的社会制度是中国历史上前所未有的，而且我们必须要以中国历史上前所未有的转型手段和转型过程来完成转型，要警惕中国社会再行回到暴力转型的价值当中去。」[42]。他向外媒說明退黨是「对这个党的心灵抛弃」，並表述其心情及理由[43]。
- 继2004年12月孟署名退党之外，2005年新年海外出现孟伟哉署名发表50名体制内官员退党名单，对此，一位西方学者提到，据凤凰周刊，此50人名单与10年前流传一份请愿书名单一样，其中许多已去世。[44][來源可靠？][註 1]
- 2005年4月，移居韩国的中國奧運游泳選手黃曉敏在中國駐紐約總領事館门前举办的退党活动中讲话，并公開宣布退黨[46]。
- 一些中国异议人士是三退运动的参与者，作出了退党声明，如1978年北京之春民主运动的领导者魏京生，维权律师郭国汀，[47] 维权律师郑恩宠，前中共国安部对外谍报官李凤智等。[48]
- 2005年，诗人蒋品超、专栏作家杜导斌宣佈退出共产党，并代表全家永远退党；中国反政治迫害同盟周勇军声明退团。[17]

## 参見
- 去共化
- 對共產黨統治的批評
- 中华人民共和国人权
- 九评苏共